# Reda Laalaoui
Reda Laalaoui, in arabo رضا العلوي‎? (Rabat, 11 maggio 2005), è un calciatore marocchino, centrocampista del FUS Rabat.

## Statistiche

### Presenze e reti nei club
Statistiche aggiornate 3 maggio 2025.
| Stagione         | Squadra          | Campionato       | Campionato | Campionato | Coppe nazionali | Coppe nazionali | Coppe nazionali | Coppe continentali | Coppe continentali | Coppe continentali | Altre coppe | Altre coppe | Altre coppe | Totale | Totale |
| Stagione         | Squadra          | Comp             | Pres       | Reti       | Comp            | Pres            | Reti            | Comp               | Pres               | Reti               | Comp        | Pres        | Reti        | Pres   | Reti   |
| ---------------- | ---------------- | ---------------- | ---------- | ---------- | --------------- | --------------- | --------------- | ------------------ | ------------------ | ------------------ | ----------- | ----------- | ----------- | ------ | ------ |
| 2022-2023        | FUS Rabat        | B1               | 7          | 0          | CM              | 0               | 0               |                    | -                  | -                  |             | -           | -           | 7      | 0      |
| 2023-2024        | FUS Rabat        | B1               | 21         | 1          | CM              | -               | -               | CAF CC             | 1                  | 0                  |             | -           | -           | 22     | 1      |
| 2024-2025        | FUS Rabat        | B1               | 23         | 4          | CM+EC           | 1+1             | 0               |                    | -                  | -                  |             | -           | -           | 25     | 4      |
| Totale FUS Rabat | Totale FUS Rabat | Totale FUS Rabat | 51         | 5          |                 | 2               | 0               |                    | 1                  | 0                  |             | -           | -           | 54     | 5      |
| Totale carriera  | Totale carriera  | Totale carriera  | 51         | 5          |                 | 2               | 0               |                    | 1                  | 0                  |             | -           | -           | 54     | 5      |